# 扎青扎布

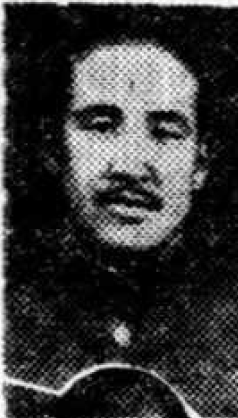
《蒙疆新報》1944年5月5日載扎青扎布寫真

扎青扎布（1902年—1944年4月8日），亦作札青札布，汉名戴选青，蒙古族，卓索图盟土默特左翼旗（俗名“蒙古贞”，今属辽宁省朝阳市）人。蒙古军将领，中华民国大陆时期蒙疆联合自治政府军事人物。

## 生平
扎青扎布早年毕业于东北讲武堂。毕业后即就任热河省训练监部少校保卫团长。满洲国建国后转任兴安西省警备司令部中校参谋处长。在任时受乌古廷倚重，后来又转任治安部兴安科长。
1936年蒙古军政府成立后，蒙古军于卓索图盟募兵、扩编后担任新编蒙古军第八师副师长，师长为包悦卿，驻防多伦。1937年春，包悦卿被免职，调任总部参议，扎青扎布升任第八师师长。
1944年4月，扎青扎布所率部队在武川被国民革命军傅作义部（第八战区骑兵挺进第五纵队，由鄂友三领导，邱明星任少将副司令）击溃，师长扎青扎布阵亡。

## 家庭
他的父亲人称“戴扎兰”（戴是汉姓，蒙古称参领为“扎兰”），和李守信是结拜兄弟。

### 文献
- 万江紅「李守信」中国社会科学院近代史研究所. . 中華書局. 2002. ISBN 7-101-02394-0.
- 李守信「李守信自述」中国人民政治协商会议内蒙古自治区委员会文史资料研究委员会编. . 1985.